# Ludgo socken
Ludgo socken i Södermanland ingick i Rönö härad och är sedan 1971 en del av Nyköpings kommun, från 2016 inom Ludgo-Spelviks distrikt.
Socknens areal är 79,81 kvadratkilometer, varav 68,86 land. År 1950 fanns här 780 invånare. Godsen Trollesund och Öster Malma samt sockenkyrkan Ludgo kyrka ligger i socknen.  

## Administrativ historik
Ludgo socken har medeltida ursprung. 
Vid kommunreformen 1862 övergick socknens ansvar för de kyrkliga frågorna till Ludgo församling och för de borgerliga frågorna till Ludgo landskommun. Landskommunen inkorporerades 1952 i Rönö landskommun som uppgick 1971 i Nyköpings kommun. Församlingen uppgick 1992 i Ludgo-Spelviks församling som 2002 uppgick i Rönö församling.
1 januari 2016 inrättades distriktet Ludgo-Spelvik, med samma omfattning som Ludgo-Spelviks församling hade 1999/2000 och fick 1992, och vari detta sockenområde ingår.
Socknen har tillhört län, fögderier, tingslag och domsagor enligt vad som beskrivs i artikeln Rönö härad. De indelta soldaterna tillhörde Södermanlands regemente, Nyköpings kompani och Livregementets grenadjärkår, Södermanlands kompani.

## Geografi

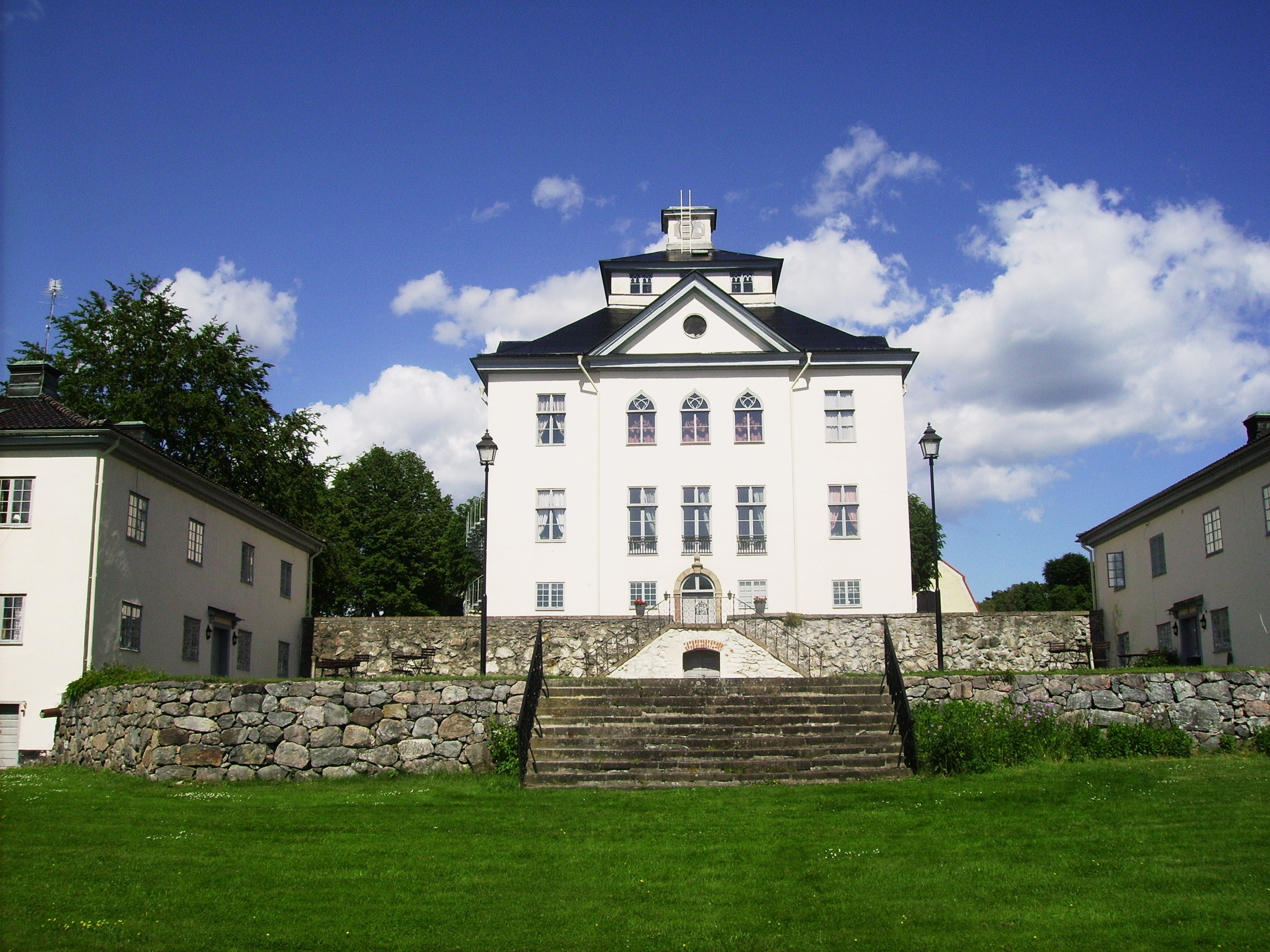
Öster Malma

Ludgo socken ligger söder om Båven och Likstammen och norr om Eknaren och Ludgosjön. Socknen har odlingsbygd i söder och är i övrigt en kuperad skogsbygd.
Länsväg 223 passerar genom socknen i nord-sydlig riktning. 

### Geografisk avgränsning
Ludgo sockens sydspets ligger i norra delen av Runnviken. Här ligger ett "tresockenmöte" Ludgo-Spelvik-Bogsta. Gränsen mellan Ludgo och Bogsta socken går norrut från Runnviken in i Ludgosjön (som är en större vik av den förstnämnda). Från Ludgosjön går gränsen mot nordost fram till sjön Likstammen. Strax nordväst om Djupsundet i Likstammen ligger "tresockenmötet" Ludgo-Bogsta-Frustuna. Ludgo gränsar mot Frustuna socken ca 2 km mitt i sjön (vattengräns). På Högholmarna mitt i Likstammen ligger "tresockenmötet Ludgo-Frustuna-Björnlunda. 
Ludgo socken avgränsas i norr av Björnlunda socken. Gränsen går från Likstammen via Dalsättersjön ut i Båven i nordväst. Socknens nordvästra hörn omfattar några öar i Båven (Grisselön, Majholmen, Torsön, Loviseskär)  samt halvön Dagnäsön med naturreservat.
På Häradsholmen i Båven ligger ett "fyrsockenmöte" Ludgo-Björnlunda-Gryt-Hyltinge. Härifrån gränsar Ludgo mot Hyltinge socken (Flens kommun) västerut cirka 1 km i en vattengräns. Därefter ligger i vattnet ett "tresockenmöte" Ludgo-Hyltinge-Ripsa. Härifrån gränsar Ludgo i väster mot Ripsa socken på en sträcka av ca 8 km till Trosasjön (41 m ö.h.). I sjön ligger "tresockenmötet" Ludgo-Ripsa-Lid. Gränsen mellan Ludgo och Lids socken går från Trosasjön 5 km söderut till sjön Eknaren (11 m ö.h.). Mitt i Eknaren ligger "tresockenmötet" Ludgo-Lid-Spelvik. Härifrån gränsar Ludgo mot Spelviks socken i söder.

## Fornlämningar
Från järnåldern finns gravfält. Några fornborgar och åtta runristningar är kända. Vid Aspa finns fyra runstenar. På en av dem finns namnet Svithiod = "Sverige". Den anger platsen som tingsplats. På platsen finns även en storhög.

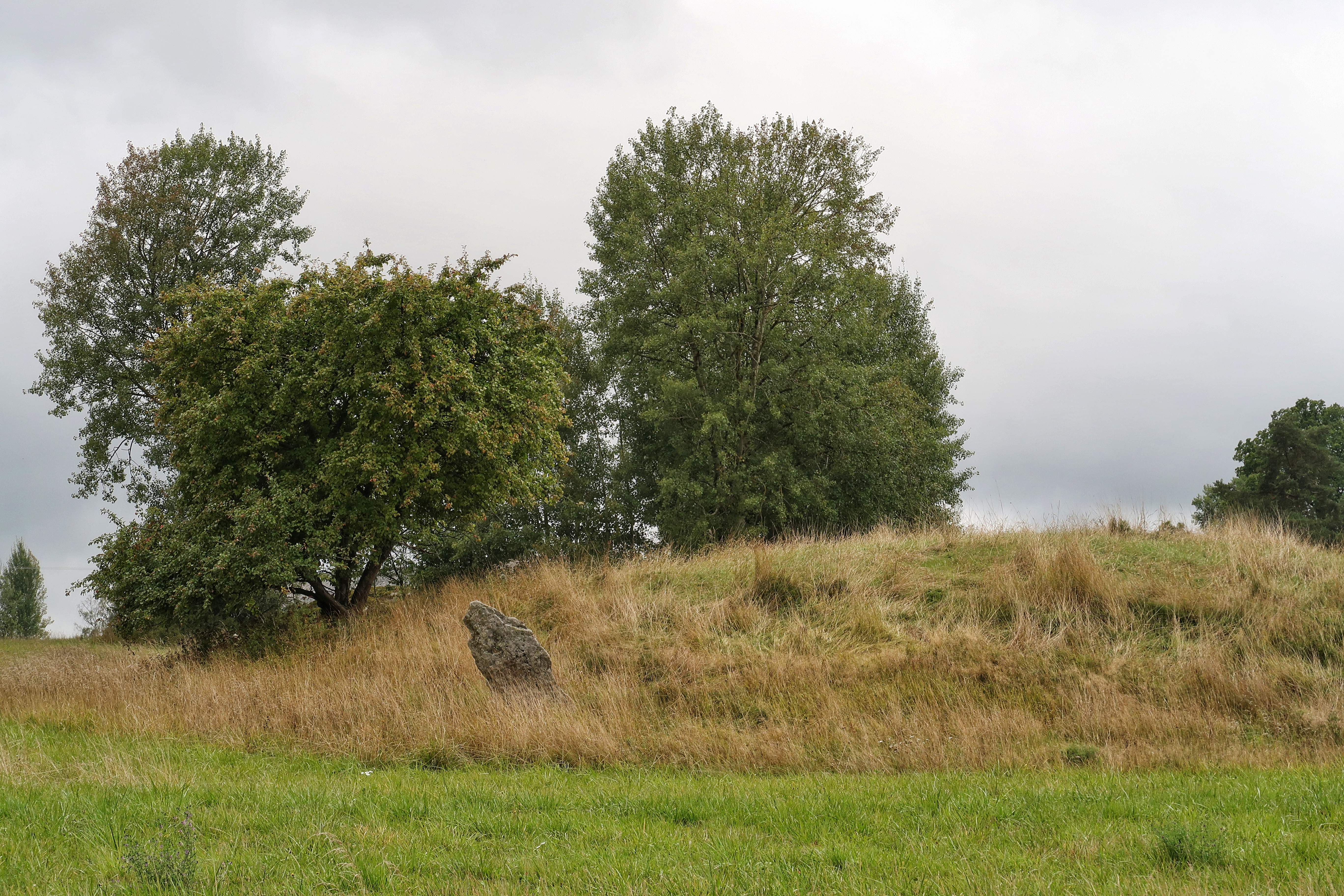
Tingshögen vid Aspa.
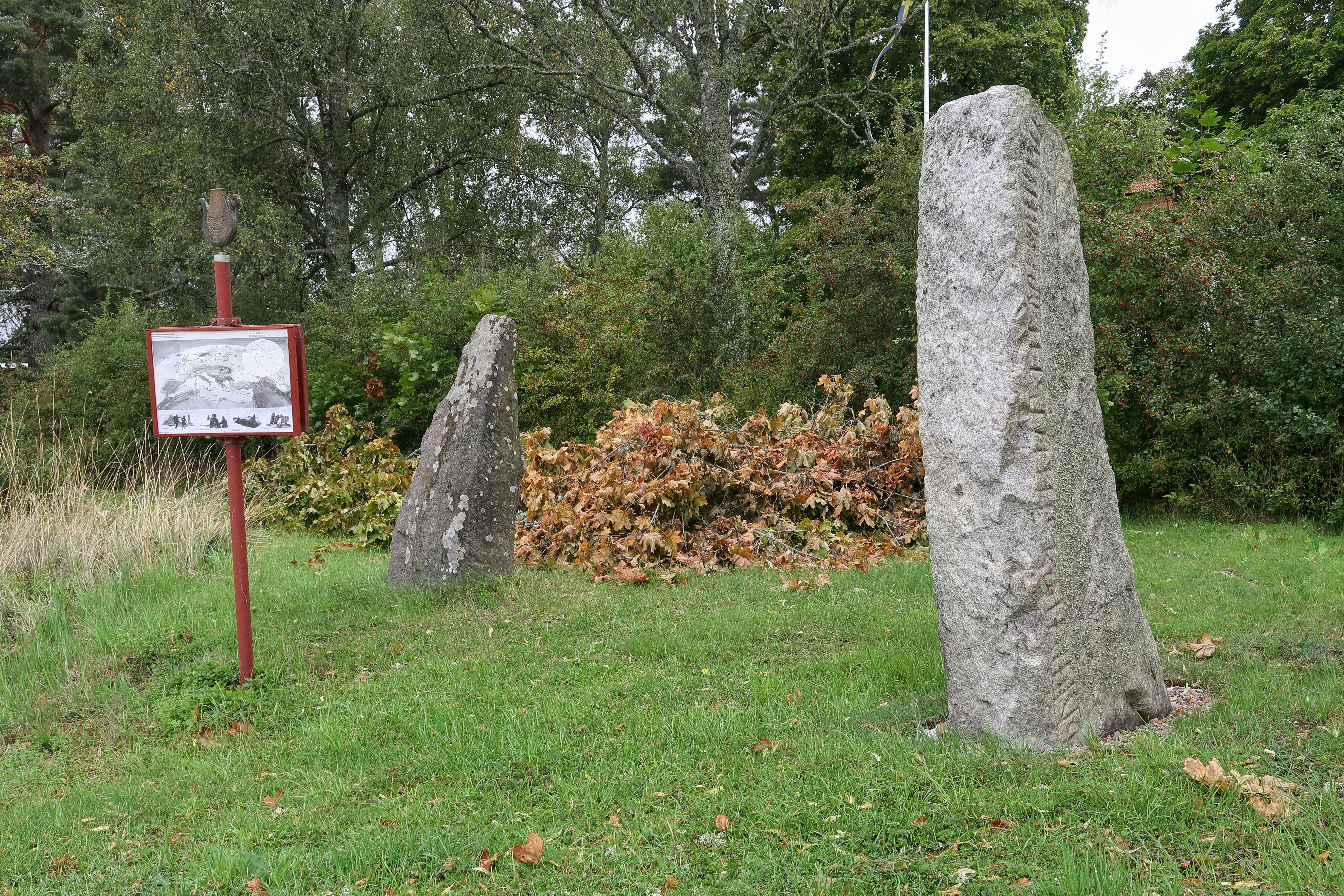
Runstenarna Sö 138 och Sö 137 vid Aspa.
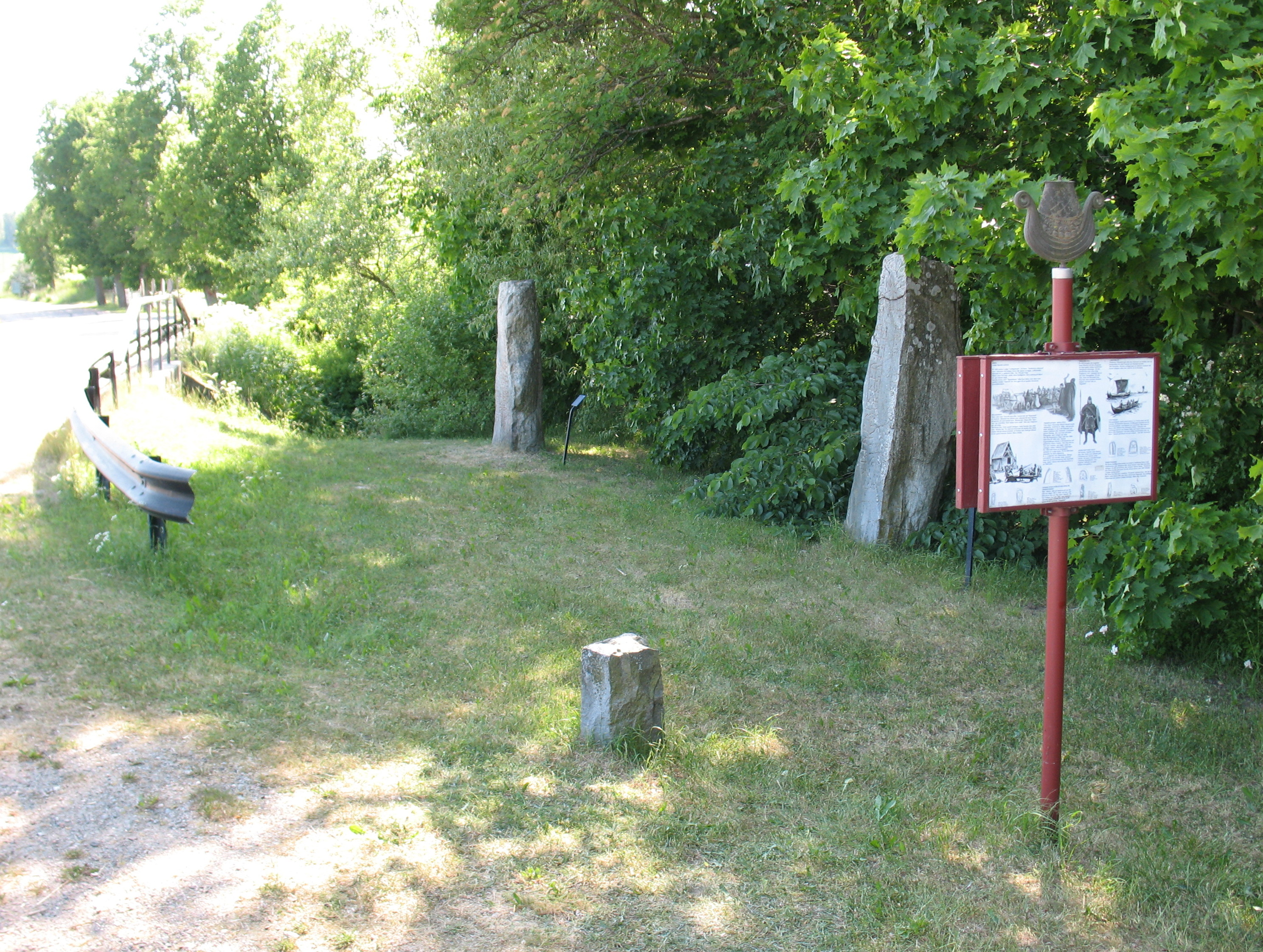
Aspa bro med två av dess fyra runstenar.

## Namnet
Namnet (1293 Liuthguthuwi) kommer från kyrkbyn och innehåller efterleden vi, 'helig plats, kultplats'. Förleden baseras troligen på liudhgudha sammansatt av gudha, 'gudinna' och 'liudh, 'växande, växtlighet' syftande på en växtlighetsgudinna eller flera växtlighetsgudomar.